# Platypalpus villeneuvi
Platypalpus villeneuvi är en tvåvingeart som först beskrevs av Becker 1910.  Platypalpus villeneuvi ingår i släktet Platypalpus och familjen puckeldansflugor. Inga underarter finns listade i Catalogue of Life.